# Bewegliche Ferientage
Bewegliche Ferientage sind ein Konzept, um den einzelnen Schulen in Deutschland im Rahmen der Schulferien die Möglichkeit zu geben, eine festgelegte Anzahl von Ferientagen individuell zu terminieren. In Österreich ist dieses Konzept unter dem Begriff der schulautonomen Tage etabliert.
Mit den beweglichen Ferientagen soll den Schulen die Möglichkeit zur eigenständigen Gestaltung der Unterrichtszeiten gegeben werden, beispielsweise um Brückentage auszugleichen und lokale Brauchtumsfeste zu berücksichtigen. Auch für die Familien können sich Vorteile ergeben, wenn durch entsprechende Festlegung der Termine Urlaubsreisen noch zu günstigen Saisonkonditionen angetreten werden können.
Die Regelungen für die beweglichen Ferientage werden von den einzelnen deutschen Ländern getroffen. Teilweise werden die beweglichen Ferientage auf die bundesweit im Hamburger Abkommen festgelegten 75 Ferientage angerechnet, teilweise müssen sie an unterrichtsfreien Tagen (d. h. de facto am Samstag) nachgearbeitet werden.

## Verbreitung
Nicht alle deutschen Länder haben bewegliche Ferientage eingeführt bzw. haben sie zwischenzeitlich wieder abgeschafft. Bewegliche Ferientage gibt es in Baden-Württemberg, Brandenburg, Bremen, Hessen, Mecklenburg-Vorpommern, Nordrhein-Westfalen, Rheinland-Pfalz, dem Saarland, Sachsen, Sachsen-Anhalt, Schleswig-Holstein und Thüringen, keine beweglichen Ferientage hingegen in Berlin, Hamburg, Niedersachsen und Bayern. In Bayern wurden die beweglichen Ferientage zum Schuljahr 2005/06 wieder abgeschafft, nachdem sie Anfang der 1990er Jahre eingeführt worden waren.

## Kritik
Bewegliche Ferientage stellen insbesondere für Familien mit mehreren schulpflichtigen Kindern an unterschiedlichen Schulen ein Problem dar. Wenn alle Elternteile berufstätig sind, ergeben sich erhebliche Probleme für die Kinderbetreuung: im Prinzip müssen für jedes Kind eigene Urlaubstage aufgewendet werden.
Diesem Problem soll dadurch Rechnung getragen werden, dass je nach Regelung die benachbarten Schulen bzw. alle Schulen einer Gemeinde oder eines Schulbezirkes dazu angehalten sind, sich auf einheitliche bewegliche Ferientage zu verständigen. Allerdings können sich bei dieser Regelung immer noch für Familien die oben angeführten Probleme ergeben, wenn ihre Kinder auf unterschiedliche, weiter entfernte Schulen gehen.
Auch durch das Nachholen beweglicher Ferientage ergeben sich Probleme, beispielsweise im Hinblick auf die Schülerbeförderung.
Aufgrund dieser Kritik wurden die beweglichen Ferientage in einigen Bundesländern, beispielsweise in Bayern, wieder abgeschafft.